# Plagiolepis jouberti
Plagiolepis jouberti é uma espécie de formiga do gênero Plagiolepis, pertencente à subfamília Formicinae.